# Chenopodium ficifolium
Chenopodium ficifolium é uma espécie de planta com flor pertencente à família Chenopodiaceae. 
A autoridade científica da espécie é Sm., tendo sido publicada em Flora Britannica 1: 276–277. 1800.

## Portugal
Trata-se de uma espécie presente no território português, nomeadamente em Portugal Continental.
Em termos de naturalidade é nativa da região atrás indicada.

## Protecção
Não se encontra protegida por legislação portuguesa ou da Comunidade Europeia.